# ランスタッド
ランスタッド（オランダ語: Randstad N.V.）は、オランダ・アムステルダムのディーメンに本拠を置く総合人材サービス企業。世界38カ国で4,800以上の拠点を持つ。ユーロネクスト・アムステルダム上場企業（Euronext: RAND ）。

## 概要

### 本国法人
1960年、オランダの実業家フリッツ・ゴールドシュメディング（Frits Goldschmeding）により設立。人材サービス企業としての売上は、世界1位。売上の約7割がヨーロッパ地域、17％が北米となっている。設立者のフリッツ・ゴールドシュメディングが株式の約3割を保有している。

### 日本におけるランスタッド
日本法人「ランスタッド株式会社」（Randstad K.K.）は、かつて東京都千代田区に本社を構えていた人材派遣、人材紹介、再就職支援事業などを行う総合人材サービス会社で、ランスタッド日本合同会社の子会社であった人材派遣会社であった。2011年7月1日付で、アイラインとともにフジスタッフに吸収合併され、解散、「株式会社フジスタッフ」の社名が「ランスタッド株式会社」（Randstad Japan, Inc.）となった。
2011年以前のRandstad K.K.は、労働者派遣事業（主に、紹介予定派遣や有料職業紹介事業）を展開する人材サービス会社であった。初代日本法人は、都内中心部の金融分野に特化した活動から開始し、3年後にはIT分野や営業などの部門にも広げる方針を掲げていたが、その3年後に本国の経営統合により、初代法人が経営統合相手の日本法人に吸収される形でランスタッド2代目日本法人となった。同社は、ランスタッド日本法人独自の再就職支援センターを拠点とした活動を展開していたが、ランスタッド日本がフジスタッフホールディングスを傘下に収めてからは、同グループの拠点も活用した活動を行っており、2011年7月以降は、そのままフジスタッフから改称された新法人（Randstad Japan, Inc.）の拠点のひとつ「支援センター」となった。なお、2011年7月以降の一般労働者派遣事業許可番号および有料職業紹介事業許可番号については、存続会社であるフジスタッフの番号を継承している。

## 沿革

### 本国法人
- 1960年 設立。
- 1965年 ベルギーに進出。
- 1968年 ドイツに進出。
- 1973年 フランスに進出。
- 1985年 設立25周年。収益10億NLG。
- 1990年 株式を上場[2]。
- 1991年 500番目の支店を開業。
- 1993年 アメリカ、スペインに進出。
- 1995年 スイス、ルクセンブルクに進出。
- 1996年 アトランタ・オリンピックの公式スタッフサプライヤーに[2]。
- 1997年 ヨーロピアン・カンパニーオブ・ザ・イヤーに輝く。
- 1999年 フェアプレース・コンサルティング・ジャパンを通じ、日本に進出。
- 2000年 イタリア、ポルトガルに進出。
- 2003年 グローバル・コミュニケーション・ストラテジー「good to know you」を導入。
- 2004年 ハンガリー、トルコに進出。
- 2005年 設立45周年。インド、中国に進出。
- 2006年 F1チーム「AT&Tウィリアムズ」とのオフィシャルスポンサー契約を結ぶ（2017年まで契約）。
- 2007年 ヴェディオール社との業務協力体制に基本合意[3]。
- 2009年 ヴェディオール社と統合し世界第2位に。
- 2010年 設立50周年。
- 2011年 アメリカの同業SFNグループを買収[4]。
- 2016年 アメリカ・ニューヨークの人材サービス会社Monster Worldwide, Inc.を買収し子会社化[5]。

### 日本法人

#### 初代法人
- 2006年9月 ランスタッド・ホールディングの子会社である中間持株会社、ランスタッド・アジア・パシフィック・ビー・ヴィーの日本における事業子会社、ランスタッド・ジャパン株式会社として設立。
- 200x年 ランスタッド・ジャパン株式会社が、ランスタッド株式会社に改称。
- 2009年9月 ヴェディオールの在日法人である株式会社ヴェディオール・キャリアに吸収合併され、解散。存続会社のヴェディオール・キャリアが当社の社名を継承。

#### 2代目法人
- 1999年 フェアプレース・コンサルティング・ジャパン株式会社として設立。
- 2007年 旧ヴェディオール・キャリア(2005年設立)を吸収合併し、株式会社ヴェディオール・キャリアに改称。
- 2009年 本国のヴェディオール社とランスタッドグループによる経営統合に伴い、社名を株式会社ヴェディオール・キャリアからランスタッド株式会社に変更。従来のランスタッド株式会社は、ヴェディオール・キャリアに吸収合併される形で解散。
- 2010年 ランスタッド日本合同会社の子会社化
- 2011年 アイラインとともにフジスタッフに吸収合併され解散。同社がランスタッド株式会社として社名と当社事業を継承。